# Las Palmas II (Teksas)
Las Palmas II je naseljeno mjesto za statističke potrebe u američkoj saveznoj državi Teksas. Prema popisu stanovništva iz 2010. u njemu je živjelo 1.605 stanovnika.